# 姚元之
姚元之（1783年—1852年），字伯昂，號曼卿。安徽桐城人。清代官员、书画家。

## 生平
姚元之出身书香门第，曾问学于族祖姚鼐，与崔旭、梅成栋并称“张门三才子”。嘉庆五年（1800年）庚申科直隶乡试為张问陶所取士，嘉庆十年（1805年）中进士，选庶吉士，散馆後授编修。嘉庆十四年（1809年）入直南书房。嘉庆十七年（1812年），因刊刻乾隆《圣训》有误，元之负失审之责，被降为编修。之后历升咸安宫总裁、右春坊右中允、日讲起居注官、左春坊左中允、司经局洗马、翰林院侍讲、侍读、右春坊右庶子、翰林院侍讲学士。道光十三年（1833年）升工部右侍郎，後擢左都御史。道光十八年（1838年），因事降二级调用。道光二十三年（1843年），以年老请休归里。咸丰二年（1853年）卒。《清史稿》有传。

## 家族
父姚原绶官任六安州学政。

## 著作
姚元之善文辞，工书画。著有《竹叶亭杂记》、《荐青诗文集》等。

## 延伸阅读
[在维基数据编辑]
 《清史稿·卷375》，出自趙爾巽《清史稿》
 在维基共享资源阅览影像

## 外部連結
- 姚元之（页面存档备份，存于） 中研院史語所
- 艺苑名流----姚元之[永久] 桐城市旅游局